# Ras Koh Hills

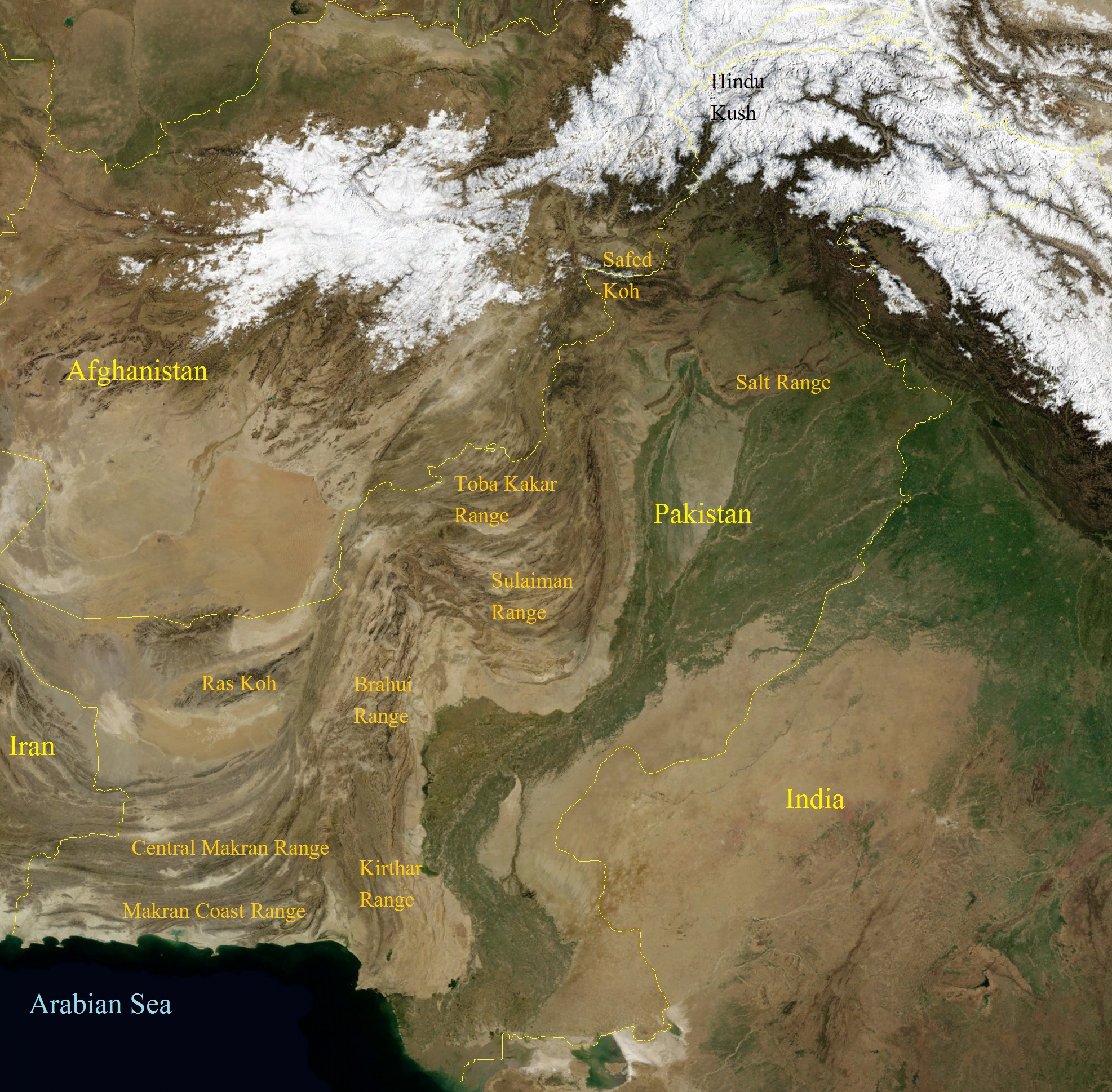
NASA-Satellitenfoto von Pakistan; im linken unteren Quadranten die Ras Koh Hills

Die Ras Koh Hills sind eine bis zu 3009 m hohe Bergkette in der pakistanischen Provinz Belutschistan. Dort befindet sich, nordwestlich von Kharan, das Kernwaffentestgelände, wo Pakistan am 28. Mai 1998 seine ersten unterirdischen Nuklearexplosionen durchführte. Das Wort „Ras“ in Belutschi bedeutet „Tor“ und „Koh“ bedeutet Berg, so dass Ras Koh Tor zu den Bergen bedeutet.

## Geographie und Klima
Die vornehmlich aus Granit bestehende Bergkette und die weiter nördlich nahezu parallel verlaufenden Chagai Hills zweigen in allgemein westsüdwestlicher Richtung von dem in grob nord-südlicher Richtung verlaufenden Kirthargebirge ab. Die Ras Koh Kette erstreckt sich über eine Länge von rund 230 km von etwa 29° 25′ 0″ N, 65° 58′ 0″ O südlich von Nushki im Nordosten bis 28° 19′ 0″ N, 63° 49′ 0″ O rund 100 km südwestlich von Dalbandin im Südwesten und ist bis zu 50 km breit. Entlang ihrer Nordflanke verläuft die Nationalstraße N-40 („Quetta-Taftan-Highway“) von Nushki nach Dalbandin und weiter nach Taftan an der Grenze zum Iran.
Im Süden und Norden wird die Bergkette von Wüstentälern flankiert, die Kharan-Wüste und das Dalbandin-Tal, die durch zahlreiche und oft sehr hohe Wanderdünen und teilweise durch Salztonebenen charakterisiert sind. Die Gegend hat arides Klima. Niederschläge sind selten und unregelmäßig, und die durchschnittliche Niederschlagsmenge in Dalbandin pro Jahr beträgt lediglich etwa 10 cm. Die Temperaturen sind sehr heiß im Sommer (durchschnittliche Höchsttemperatur 42,5 °C im Juli) und kalt im Winter (durchschnittliche Tiefsttemperatur 2,4 °C im Januar). Auf Grund des trockenen Klimas sind die Berge, wie auch die benachbarten Täler, nahezu ohne Vegetation, und die spärliche Bevölkerung der Gegend lebt transhumant mit ihren kleinen Herden von Kamelen, Ziegen und Schafen.

## Atomwaffentests
Am 28. Mai 1998 führte Pakistan unter dem etwa 2700 m hohen Koh Kambaran in den Ras Koh Hills, etwa auf halber Strecke (Luftlinie) zwischen Kharan und Dalbandin, fünf unterirdische Nuklearexplosionen durch (Codename Chagai-I, 28° 47′ 31″ N, 64° 56′ 51″ O), gefolgt am 30. Mai von einer oberirdischen in der Kharan-Wüste etwa 100 km südwestlich von Dalbandin (Chagai-II, 28° 29′ 56″ N, 63° 44′ 28″ O), womit Pakistan offiziell zur Atommacht wurde. Berichte über gesundheitliche Spätfolgen für die Bewohner der dünnbesiedelten Region liegen nur inoffiziell vor.